# Santuario de la Virgen de los Remedios de Guimarán
El Santuario de Nuestra Señora de los Remedios de Guimarán es uno de los santuarios más centrados geográficamente en Asturias ya que está en el pueblo de Guimarán, en asturiano Quimarán,  concejo de Carreño a muy poca distancia de Oviedo, Gijón y Avilés. Está en la falda del Monte Areo, también conocido como «Monte de San Pablo» ya que existía una capilla dedicada a él y de la que queda ningún resto. Pertenece eclesiásticamente a la parroquia de San Esteban de Guimarán. Un dato que llama la atención al escritor y político asturiano Marino Busto García y que lo pone de manifiesto en sus Noticias Históricas del Concejo de Carreño es que ni Madoz en el siglo XIX ni Jovellanos en sus escritos del siglo XVIII la mencionan lo que pudiera hacer pensar que no existía en aquellas fechas. Sin embargo, un grupo de expertos arquitectónicos indican que la ermita existía ya por esas fechas ya que sus características arquitectónicas muestran claramente que su construcción es anterior a la primera mitad del siglo XVIII.,

## Emplazamiento
Como se indicaba, su emplazamiento es un lugar privilegiado pues está en la falda del Monte Areo desde donde se divisa una buena parte de la zona central asturiana que es la más llana del Principado. Está a seis km de la localidad costera asturiana de Candás, marinera, gastronómica y turística por excelencia.

## Historia
La ermita la fundó el sacerdote D. Juan González León, natural de San Esteban de Guimarán de cuya parroquia depende eclesiásticamente. La ermita fue despojada de sus pertenencias en el año 1936 salvándose solamente la imagen de la Virgen, sencilla y de vestir.
Las villas de la zona tenían «capillas y cofradías» como la de Santa Eulalia del Valle que desde el siglo XVII tiene cofradía y capilla de la Virgen del Carmen, la de San Juan de Pervera que también tenía la capilla y cofradía de la Virgen del Carmen, fundada en 1717, en Abandi tenían las capillas de la Inmaculada Concepción y de la Asunción. La de Guimarán, que es de la que ocupa este artículo, tiene la de la Virgen del Rosario desde, al menos, 1799 fecha de unos documentos en la que consta que es de fundación y adjunta una relación de rentas enviadas por el párroco en 1799 a la Catedral de Oviedo. Ya desde el año 800 figura la capilla de Nuestra Señora del Pópulo en San Juan de Carrió, parroquia del concejo de Carreño.

## Favores y milagros
Hay muchos favores atribuidos a la mediación de la Virgen de los Remedios de Guimarán.
- Dolores García Álvarez que era guardiana de la ermita, enferma y con 71 años, aseguraba no haber sido nunca desoida en sus muchas peticiones a la Virgen. Cuenta que cuando tenía diez años se mojó las alpargatas ya que había llovido mucho. Para que su madre, que había ido a Gijón, no la riñera las puso a secar encima del horno y se quemaron. Ante el miedo al posible castigo de su madre, salió corriendo hacia la Virgen del Remedio. Al salir de la ermita vio en el suelo una peseta que era el precio justo de unas alpargatas nuevas.
- En 1966 ardía el monte Areo encontrándose las llamas muy cercanas a la ermita. La propia Dolores fue a rezar a la Virgen y encender una vela pidiéndole ayuda. Inmediatamente se puso a llover de forma copiosa.[5]

## Fiestas, devociones y tradiciones
La práctica totalidad de las parroquias del concejo de Carreño tenían la costumbre de celebrar fiestas en honor a la Virgen en sus más diversas advocaciones siendo las más conocidas las de la Virgen del Carmen, la de la Virgen de la Victoria, la de la Inmaculada Concepción y la de la Virgen del Rosario. La fiesta de la Virgen de los Remedios de Guimarán se celebra el último domingo de septiembre estando precedida de una novena.
El día de la fiesta de la Virgen acuden personas no solo de Guimarán, o de todo Carreño sino que también llegan desde Avilés, Gijón y muchos lugares más. Según el que fue cronista oficial de Carreño Marino Busto fueron las sardineras candasinas las que extendieron la devoción a la Virgen de los Remedios de tal forma que el día de la fiesta se cerraban las casas y establecimientos para acudir a la ermita. Como la ermita es de pequeñas dimensiones, la Misa se celebra al aire libre yes tradicional que sea cantada por la «Coral Aires de Candás».
Este santuario adquirió muchísima popularidad con motivo del XXV aniversario de la «Coronación de la Virgen» celebrando la Santa Misa, con asistencia  multitudinaria, el arzobispo D. Gabino Díaz Merchán el domingo 16 de septiembre de 1984.

### Himno
| Salve, Salve Virgen de los Remedios de Carreño celestial Patrona, en todo tu Santuario, contempla el fervor con que el pueblo te corona                                                        | Eres madre y eres Reina de nuestros campos y hogares: bendice con tu mirada el afán de estos lugares Eres mi dulce tesoro, que el sol eres Tu más bella desde el trono del Santuario de Carreño eres Estrella |
| Por Patrona de Carreño campesina y marinera, sednos ante Dios, Señora la más alta Medianera. Salve, Estrella de los mares refugio de pescadores apártales, Virgen pura, de tormentas y dolores | Por sendas llenas de flores peregrinos llegarán a venerarte gozosos al trono de Guimarán Tu santuario, Virgen santa, escondido en la arboleda, nuestro ánimos levanta cuando amante nos hospeda               |